# Liste des rois d'Alo
Les rois d'Alo, également appelés les Tuiagaifo (en futunien Tu'i Agaifo) est le titre traditionnel du roi de d'Alo (à Futuna), un des trois royaumes coutumiers de la collectivité d'outre-mer de Wallis-et-Futuna. Le roi est l'un des trois monarques du territoire. À la suite de la démission du roi Lino Leleivai en octobre 2022, provoquant des problèmes de succession, le trône reste vacant depuis cette date.

## Historique

### Résumé
Le royaume d'Alo est présent au sud-est de l'île de Futuna ainsi que de l'île d'Alofi. Il est d'une superficie de 53 km2. Le trône est vacant depuis le 1er octobre 2022.[réf. nécessaire] Le palais royal d'Alo se situe au chef-lieu, Ono. Le titre porté par le souverain de ce royaume est le Tu'i Agaifo. Le premier ministre, en poste depuis 2019, se nomme Petelo Ekeni Vaitanaki. Le royaume compte 9 villages. La chefferie est composée de cinq à six ministres, d’un chef de cérémonies ainsi qu’un chef de la police. Cependant, à cause de plus petites populations et du partage de l'île de Futuna par les deux royaumes, l’autorité royale est moins stable. Les chefs de village peuvent donc assez facilement destituer le monarque en fonction. Une tradition qui se perd peu à peu à Futuna veut que les rois ne s'expriment pas directement au peuple, mais par l'intermédiaire d'un porte-parole, les rois peuvent seulement s'adresser directement à l'Assemblée territoriale. Le Tuiagaifo exerce des fonctions administratives, comme le conseil de la circonscription administrative. Cependant, chaque ministre l'accompagne sur son sujet de prédilection. Ils sont tous présents au conseil des ministres coutumier en compagnie du roi.

### Statistiques
- Règne le plus court : Pio Tagatamanogi avec 9 mois et 11 jours
- Règne le plus long : Mikaele Fanene avec 6 ans 1 mois et 15 jours

## Tuiagaifo (depuis 1958)
| Rang                                   | Portait | Nom                                                          | Début du règne    | Fin du règne     | Note |
| -------------------------------------- | ------- | ------------------------------------------------------------ | ----------------- | ---------------- | --- |
| 17                                     |         | Petelo Maituku                                               | 8 février 1958    | 27 décembre 1958 | |
| 18                                     |         | Setefano Tuikalepa                                           | 29 décembre 1958  | 8 février 1960   | |
| 19                                     |         | Kamaliele Moefana                                            | 9 février 1960    | 9 décembre 1961  | |
| 20                                     |         | Pio Tagatamanogi                                             | 28 décembre 1961  | 8 septembre 1962 | |
| 21                                     |         | Mikaele Fanene                                               | 15 septembre 1962 | Octobre 1968     | |
| 22                                     |         | Seteone Pipisega                                             | Novembre 1968     | 30 mai 1970      | |
| 23                                     |         | Petelo Maituku                                               | 1er juillet 1970  | 1er mai 1973     | |
| 24                                     |         | Mikaele Katea                                                | 10 mai 1973       | 17 avril 1974    | |
| 25                                     |         | Patita Savea                                                 | 20 avril 1974     | 28 décembre 1976 | |
| 26                                     |         | Kalepo Nau                                                   | 11 janvier 1977   | 17 juillet 1978  | |
| 27                                     |         | Nopeleto Tuikalepa                                           | 15 mars 1979      | 29 octobre 1984  | |
| 28                                     |         | Petelo Lemo                                                  | 20 novembre 1984  | 24 février 1990  | |
| 29                                     |         | Lomano Musulamu                                              | 24 février 1990   | 1er février 1995 | |
| 30                                     |         | Esipio Takasi                                                | 6 avril 1995      | 9 juillet 1997   | |
| 31                                     |         | Sagato Alofi (13 septembre 1936– octobre 2022) mort à 66 ans | 10 juillet 1997   | Octobre 2002     | Décès en fonction |
| 32                                     |         | Soane Patita Maituku (1947 –)                                | 21 novembre 2002  | 19 février 2008  | Il est destitué en février 2008 suite une discussion unanime des quatre clans du royaume.                                                                           |
| 33                                     |         | Petelo Vikena (environ 1943 –)                               | 6 novembre 2008   | 22 janvier 2010  | Il est destitué car son couronnement ne résulte pas d'un consensus parmi les chefferies et les clans royaux, mais d'une décision unilatérale du conseil des chefs . |
| Vacant de février 2010 à janvier 2014. |         |                                                              |                   |                  | |
| 34                                     |         | Petelo Sea (1944 – 2022) mort à 78 ans                       | 17 janvier 2014   | 14 mai 2016      | C'est le seul roi à recevoir la médaille de Chevalier de l'Ordre National du Mérite en février 2016 décerné par François Hollande.                                  |
| 35                                     |         | Filipo Katoa (1955 –)                                        | 7 juin 2016       | 3 octobre 2018   | Le roi n'ayant plus la force de régner décide d'abdiquer pour des raisons de santé.                                                                                 |
| 36                                     |         | Lino Leleivai                                                | 20 novembre 2018  | Octobre 2022     | Démissionne pour des raisons non spécifiées. |
| Vacant depuis novembre 2022.           |         |                                                              |                   |                  | |